# Aztec Ruins Visitor Center
L'Aztec Ruins Visitor Center est un office de tourisme américain situé dans le comté de San Juan, au Nouveau-Mexique. Protégé au sein de l'Aztec Ruins National Monument, il est géré par le National Park Service.
Il est abrité dans un bâtiment construit par étapes à compter de 1919 et qui sert d'abord d'habitation à l'archéologue Earl Halstead Morris. Ce bâtiment dans le style Pueblo Revival est inscrit au Registre national des lieux historiques depuis le 11 octobre 1996 sous le nom d'Aztec Ruins Administration Building/Museum.